# Marais d'Hurtebise
Le marais d'Hurtebise est un marais situé dans le haut du village de Thimougies, à la rue du Moulin. 

## Étymologie
Les marais d'Hurtebise sont situés dans le hameau qui avait pour dénomination la Haute Bise (1850). Avec le temps son appellation a été modifiée pour devenir le lieu-dit : Hurtebise.

## Localisation
Thimougies est un petit village rural qui se trouve dans la commune du grand Tournai en Province de Hainaut, en Belgique. Le site est placé sur une prairie en pente avec dans le bas un petit étang où demeure une faune extraordinaire.
Le rieu (ruisseau) de Thimougies prend sa source à une centaine de mètres du marais. La nappe phréatique affleurant le sol, le rieu traverse le bosquet qui constitue le site, et ce, sur une centaine de mètres pour enfin se jeter à Béclers dans le rieu d'Amour.
De ce fait, une flore et une faune adaptées aux milieux humides constituent une véritable richesse naturelle. Le bois est également alimenté par les eaux de drainage. Les marais d'Hurtebise font partie intégrante d'une « Zone d'Intérêt Paysager ».

## Histoire
Dans le temps, les agriculteurs ne s'évertuaient pas à cultiver le moindre mètre carré, car il aurait fallu assécher les parcelles de terre au moyen de drains qui demandaient à l'époque une main d'œuvre conséquente. Les enclaves comme les marais étaient destinées et réservées à accueillir les eaux en surplus, et servaient en quelque sorte de bassin d'orage. C'est en fait la marne (argile bleue imperméable) située à environ un mètre de profondeur, retenant les eaux de surface, qui en a fait le site marécageux que l'on connaît.
Comme le saule pousse facilement en milieu humide, les anciens en plantaient pour que ces arbres leur fournissent du bois de chauffage ou des fagots pour cuire le pain. Le site accueillait quelques colonies de grenouilles rousses ou de crapauds. Mais, en été, les mares étaient asséchées.
Ce n’est qu’en septembre 2001, lorsque Luc Delannay et Charline Derouf, son épouse, passionnés de nature, décident d’acquérir le site marécageux, source du rieu de Thimougies que la faune aquatique est revenue en force. Ils seront vite rejoints par leur fils Thomas, spécialisé en batraciens, animateur nature pour l’occasion. Dans la même année, le site dans un état déplorable est débroussaillé et partiellement déboisé, non sans mal.

### Évolution du site marécageux aux marais d’Hurtebise
- Avril 2001 : installation d’un pavillon forestier et également deux étangs y furent creusés sur fonds propres.
- Mars 2003 : installation du rucher.
- Septembre 2006 : creusement d’un étang de 300 m2 et renforcement de ses berges. Pose d’une clôture en bois de châtaignier d’une longueur de 250 m.

Entre-temps diverses animations ont été organisées :
- Une démonstration de taille de saule têtard, avec distribution de plants de saules.
- Opération nichoirs.
- Journée Découverte Village, en collaboration avec l’ASBL « Moulin à Vent »  et la Province de Hainaut. Accueil de 450 élèves des écoles primaires et maternelles.

### Légende du site
Lorsque le moulin s'est écroulé, un vieux coffre en acier complètement rongé par la rouille fut découvert à la base du moulin, dans lequel ne se trouvait pas un trésor mais un vieux parchemin miraculeusement bien conservé. Il était écrit en vieux français et sa traduction disait en résumé ceci :
« Quinquin, meunier du moulin de Thimougies, en 1691, et bossu de son état, perdit sa bosse en la cognant fortement, tout en ramassant du bois, sur un frêne têtard et se vit pousser simultanément une bosse de la même taille que celle du bossu. Le bossu, libéré de sa bosse, devint un homme jovial, qui se maria par la suite avec la fille du Seigneur Cornez de Grez d'Elzius, avec laquelle il eut neuf enfants. Sur ces enfants, aucun ne fut bossu. Depuis lors, à chaque visite des Marais d'Hurtebise, jeunes et moins jeunes caressent la bosse du frêne séculaire en y faisant un vœu. Dans les neuf mois qui suivent, le vœu en question se réalise très souvent... mais il faut y croire ! »

## Objectifs

### Espace de reproduction pour les batraciens
Les étangs
« Un étang n'est pas l'autre » insiste Luc Delannay. Certains sont plus propices aux plantes aquatiques, d'autres aux batraciens ou à certaines sortes de poissons, il y en a pour le plaisir de la beauté, et même pour se baigner... 
- Étang à batraciens, mare aux grenouilles, vivier-biotope

Ce type d'étang est celui du protecteur de la nature. Il s'agit d'une mare petite ou grande, destinée à servir de refuge et de lieu de reproduction aux grenouilles, crapauds, salamandres et à toute autre vie aquatique dont l'existence est menacée. L'aménagement d'un tel étang est simple et peu coûteux, mais demande une attention particulière au niveau de la nappe phréatique, ce pourquoi ce type d'étang est souvent rendu étanche artificiellement.
Les plantations sont constituées de plantes indigènes que l'on laisse retourner à l'état sauvage. Dans un tel étang, il ne faut installer aucun poisson, ou alors des espèces qui restent très petites et ne constituent pas une menace pour les œufs de batraciens. Il est fortement déconseillé d'introduire des épinochettes car ces prédateurs féroces s'attaquent à tout ce qui bouge. 
Au fil du temps toutes sortes de formes de vie apparaissent et cela devient un  véritable biotope naturel.
- Étang d'ornement, étang mixte de jardin, pièce d'eau végétale

« Le plaisir des yeux... », voilà à quoi correspond ce type d'étang, que l'on rencontre le plus fréquemment dans les jardins privés. Ce type d'étangs est souvent visité spontanément par les amphibiens. Afin d'obtenir un biotope équilibré, il est préférable d'alterner plantes, animaux et eau car un tiers de la superficie de l'étang recouvert de plantes favorise le bon équilibre de l'eau.
Le soleil procure, en réchauffant les couches superficielles de l'eau, un environnement idéal aux nénuphars et aux petits hôtes aquatiques. Il est conseillé d'installer un filtre si on y introduit des poissons rouges, car ils ont tendance à se multiplier rapidement, aboutissant à un étang surpeuplé. 
Utilité et la protection légale des batraciens
Quatorze espèces de batraciens (aussi appelés amphibiens) vivent en Wallonie. On ignore souvent leur présence mais ils jouent pourtant un rôle indispensable dans l'équilibre écologique de notre environnement, puisqu'ils sont un maillon important de la chaîne alimentaire. Les batraciens adultes sont les prédateurs de tous les petits invertébrés: limaces, vers, cloportes, fourmis et autres insectes sont leurs mets quotidiens, pour le bien de nos cultures. Les batraciens sont eux-mêmes la proie de quelques oiseaux et mammifères (héron, corneille, chouette, putois...), tandis que leurs larves et têtards sont une nourriture de choix pour les poissons et pour bien d'autres animaux aquatiques (notamment les larves de libellules). 
On remarque que la plupart des espèces disparaissent de nos régions. La cause principale est la destruction des milieux qu'ils habitent, ainsi que la mortalité sur les routes.
Pour tenter de protéger nos amphibiens, diverses dispositions légales ont été prises dans les trois régions du pays. Il est par exemple interdit de chasser, tuer, capturer, détenir en captivité ou perturber intentionnellement les batraciens et reptiles à tous les stades de leur développement. Chaque animal a besoin d'un milieu qui lui est propre et ne survivra peut-être pas s'il est placé dans un milieu improvisé. Signalons que les opérations de sauvetage de batraciens le long des routes, lors des migrations, ne nécessitent pas de demande d'autorisation puisque l'une des dérogations vise les animaux menacés par les activités humaines. Il existe aussi certaines dérogations, permettant de contourner les lois.
Les batraciens indigènes
Une autre mesure de protection consiste en l'interdiction d'introduire des espèces non indigènes, car certaines de ces espèces peuvent s'acclimater dans nos régions et concurrencer dangereusement celles de chez nous. Le Conseil Supérieur Wallon a dressé une liste des amphibiens indigènes autorisés chez nous pour la Conservation de la Nature. Voici une petite description sur chacun d'entre eux : 
- Triton alpestre (Triturus alpestris)

Le triton alpestre est un urodèle d'une dizaine de centimètres de long. Il est aisément reconnaissable à son ventre orange à rouge vif uni. Seule la gorge peut être ponctuée de points noirs. La queue est comprimée latéralement. Les doigts et les orteils ne présentent ni franges ni palmures. Chaque année, les tritons alpestres quittent leur gîte terrestre pour rejoindre un milieu aquatique, site de reproduction pour lequel ils peuvent montrer une certaine fidélité.
- Triton crêté (Triturus cristatus)

Il s’agit d’un grand Triton, atteignant 14 à 15 cm. Les mâles arborent une grande crête dentelée noire sur le dos et la queue alors que les femelles n’en ont pas du tout Le ventre est toujours orange vif avec des taches noires réparties parfois de façon inégale. La peau du dos est granuleuse et possède des glandes qui libèrent une substance nauséabonde et provoquant des inflammations sur l’agresseur.
- Triton palmé (Triturus helveticus)

Son corps est allongé, assez élancé, le museau est arrondi. Les pattes postérieures sont palmées et la queue est prolongée par un filament noir. La peau est lisse, de couleur brunâtre, maculée de petites taches noires. Une bande longitudinale brunâtre traverse l'œil et se prolonge vers l'arrière. Le ventre est jaune ou orangé, parfois tacheté de petits points noirâtres. La gorge n'est pas tachetée. Il peut atteindre une longueur totale de 8 à 9 cm, la femelle étant plus grande que le mâle.
- Triton vulgaire (Triturus vulgaris)

Aussi appelé triton ponctué ou commun, mesure généralement entre 7 et 10 cm. Son ventre est blanchâtre, jaunâtre ou orangé, avec des taches noires circulaires également visibles sur la gorge à l’aspect souvent sale. Le bas de la queue est bleu-orange, et les orteils sont frangés de replis de peaux. La femelle a quant à elle le bas de sa queue est orangé et non nuancée de bleu. Les œufs sont petits et pondus dans la végétation aquatique. 
- Crapaud commun (Bufo bufo)

Cette sorte est très grande ; la femelle peut atteindre 12 cm (voire 18 cm dans le sud de l'Europe) et le mâle atteint tranquillement 8 à 9 cm. Il est muni de forts avant-bras dont les trois doigts internes sont munis de coussinets rugueux et noirâtres nommés callosités, en période de reproduction uniquement. On peut également reconnaître celui-ci en le saisissant, il émettra alors quelques coassements alors que la femelle restera muette. 
- Grenouille rousse (Rana temporaria)

Elle possède de grands yeux globuleux placés au sommet de la tête qui lui permet de voir dans toutes les directions. La peau de leur dos est lisse et sans verrues, elles sont de couleur rousse, parfois verte, jaunâtre, grise ou brune, avec des taches foncées.  Elles peuvent faire des longs sauts, pour cela elles ont des longues pattes postérieures, de plus, elles sont très bien adaptées à la vie aquatique et ont donc les doigts entièrement ou aux trois quarts palmés. Par contre, leurs pattes antérieures sont courtes, costaudes et non palmées. 
- Grenouille verte (Rana esculenta)

Les grenouilles vertes ont une taille de 7 à 10 cm pour les mâles et de 8 à 12 pour les femelles. Elles ont le dos de couleur verte ou brune, ponctué de taches noires chez certains individus. On peut parfois apercevoir une ligne vertébrale plus claire. Le ventre est blanc jaune parfois tacheté de sombre. Les pattes sont rayées de bandes sombres et les orteils des pattes postérieures sont palmés jusqu’au bout. 
- Grenouille agile (Rana dalmatina)

La Grenouille agile est un amphibien élancé qui se reconnaît à sa tête au museau allongé. Elle est plutôt de couleur brune avec des variations allant du brun clair, grisâtre au brun rougeâtre. Ses membres postérieurs sont longs et barrés de brun sombre. Le ventre est plutôt blanc jaunâtre uniforme. Le tympan est très proche de l’œil et est presque aussi gros que celui-ci. Elle mesure environ 6 cm et peut parfois atteindre jusqu’à 9 cm.

### Conservatoire de plantes
Plantes de marécage
Peu de plantes des marais sont mellifères, c'est-à-dire qu'elles ne produisent du nectar qu'en très faible quantité. Elles sont d’abord intéressantes pour l'oxygénation de l'eau ou pour maintenir les talus grâce à leur système radiculaire. Elles sont également des hôtes pour un bon nombre d'œufs de gastéropodes ou d'insectes comme les libellules.
Voici quelques sortes de plantes fortes présentes dans les marais :
- Calla palustris : vivace s’étalant en bordure des pièces d’eau, avec des feuilles en cœur, brillante, de vert moyen à foncé, caduques ou semi-persistantes. Au printemps, grande spathes blanches suivies habituellement de fruits rouges ou orange. H. 25 cm E. 30 cm.
- Caltha palustris : Plante opulente, composée de grandes feuilles arrondies, en forme de cœur, charnues. De mars à mai (avec l’aponogeton) une des plus hâtives des floraisons de plantes aquatiques. Fleurs en gros boutons d’or à cinq pétales, portées par des tiges lâches, souvent couchées au sol et parfois s’enracinant au niveau des nœuds.
- Iris pseudocorus (Iris des marais) : Robuste Iris rhizomateux (section Apogon) H. jusqu’à 2 m, E. variable. La tige florale ramifiée porte de 4-12 fleurs jaune d’or, de 5-12 cm de diamètre, souvent veinées de brun, avec une tache jaune sombre sur les sépales, vers le début de l’été. Longues feuilles ensiformes gris-vert, ridées. Préfère les ruisseaux ou le bord immédiat des eaux.
- Juncus glaucus : Plante rustique, cousin des joncs, vraiment spectaculaire par sa haute stature. Tiges de section ronde, dressées, vertes, lisses et spongieuses, sont dépourvues de feuilles. Les inflorescences discrètes se montrent de septembre à décembre. Ce sont de minuscules ombelles d’épillets bruns au sommet des tiges.
- Mentha aquatica : genre de plantes vivaces, certaines à feuillage semi-persistant, cultivées pour leur feuillage décoratif et aromatique, utilisé pour la cuisine et les infusions. Ces plantes sont cependant assez envahissantes et doivent être cultivées avec précaution.
- Myriophyllum aquaticum : genre de plantes vivaces aquatiques, flottantes ou immergées, à feuillage caduc décoratif. La plupart des espèces sont idéales pour la ponte des poissons. De rustiques à non rustiques (min 5°). Aiment le plein soleil ; s’étendent rapidement.
- Petasites hybridus : genre de plantes vivaces rhizomateuses envahissantes, cultivées pour leurs grandes feuilles et utilisées comme couvre-sol. Rustiques. Supportent le soleil comme la mi-ombre et préfèrent les sols frais mais bien drainés. Multiplication par division au printemps ou en automne.
- Typha angustifolia' : Plante constituée d’une couche stolonifère de rhizomes puissants, qui forment des colonies denses. Ses longues feuilles sont rubanées, coriaces, d’un vert légèrement glauque. En juillet-aout se remarquent des inflorescences en épis caractéristiques avec des fleurs mâles (claires et soyeuses) et femelles (brunes), écartées les unes des autres sur le même axe.
- Elodea canadensis (« peste d’eau »): Plante constituée de feuilles vert sombre en été, brunes en hiver disposées en verticilles, éparses, sur des tiges cassantes, ramifiées. L’élodée forme souvent un tapis dense et persistant au fond de l’eau en s’accrochant dans la vase. Peut devenir envahissante, car le moindre tronçon est viable d’où son surnom. H. et E. 2 m.
- Nymphea alba : genre de plantes vivaces aquatiques (profondeur d’eau : de 25-50 cm), à feuillage caduc et floraison estivale, appréciées pour leurs feuilles vertes, flottantes (quelques-unes sont érigées) en général arrondies ou ovales, un peu cordiformes, et leurs fleurs en coupe, semi-doubles, d’un blanc pur, de 10 cm de diamètre au maximum, en été. E. jusqu’à 3 m.
- Euphorbia palustris : plante vivace touffue. Toutes les euphorbes contiennent un latex blanc. Les fleurs, sans intérêt esthétique, sont associées en inflorescences ; parfois des bractées, disposées en coupe et de couleur variables, entourent plusieurs fleurs d’allure insignifiante. Rustique. Au printemps, inflorescences vert jaunâtre, entourées de bractées arrondies au–dessus des feuilles d’oblongues à ovales, vertes virant au jaune et à l’orange en automne. H. et E. 1 m.
- Hippuris vulgaris :  Plante vivace constituée de nombreuses feuilles, d’un vert frais, disposées en verticilles denses tout autour des tiges et portées à l’horizontale pour un aspect très typique en « sapin de Noël ». En eau profonde, elle se comporte en vraie plante immergée, mais lorsque la profondeur est inférieure à 50 cm, ses tiges se dressent, bien rigides, en l’air pour composer de jolies colonies verdoyantes et cocasses, hautes de 30 cm. Fleurs insignifiantes. La plantes est toujours fixée à la terre du fond du bassin ou plantée en bacs immergés. Comme propriété, cette plante est oxygénante (surtout en eau profonde) et également nettoyante.
- Hydrocotyle vulgaris : Plante oxygénante à feuille persistantes jusqu’à -5°, arrondies en disques légèrement lobés. Tiges couchées, rampantes sur terre où en surface, parmi la végétation des berges ou retombant le long des contenants. Parfois envahissante. Se plaît dans les tourbières. Plante idéale pour masquer les bords inesthétiques de bassins.
- Phragmites : Plante commune dans les marais de cette région où elle se propage très rapidement. Les pieds jusqu’à 30 cm dans l’eau, elle compose les roselières. Pour grands espaces, bords d’étangs ou de rivières où elle crée des biotopes propices au développement de l’avifaune. Plante invasive. H. 2,50 à 3 m.

Plantes mellifères
Plante qui sécrète un nectar recherché par certains Apidés. Celles-ci permettent de former « le sentier des abeilles », sentier de 300 m de long, aménagé entre les marais et le site de l’ancien moulin de Thimougies. « Nous avons disposé de part et d’autre du chemin pas moins de 400 vivaces : de l’origan, des campanules, des marguerites, des digitales, des bétoines, des centaurées, des saponaires, etc. »
Ce projet, instauré en 2009 n’est pas seulement esthétique mais aussi utile ; il fut mis sur pied avec l’aide de douze élèves de cinquième technique de qualification « technicien en horticulture ». Ceux-ci ont participé à la plantation de quelque 300 plantes et fleurs sauvages, dans le cadre de mise en place du projet PCDN de la Ville de Tournai. 
Le sentier permet d'observer ces butineuses au travail et visionner les différentes opérations apicoles sans risque de piqures. Toutes ces espèces de plantes ont volontairement été achetées auprès de la firme Ecosem, spécialisée dans la production de semences et plantes indigènes d’origine contrôlée. Ces dernières ont le mérite d’être très appréciées par les abeilles -et la petite faune en général- et de posséder une floraison particulièrement décorative.
Le Saule Têtard
Cet arbre est intéressant sous tous rapports. Il présente un intérêt écologique, un intérêt pour l’agriculture et un intérêt paysager. Il a une vitalité extraordinaire. Il est fort lumineux : l’ombre qu’il projette ne freine nullement la végétation sous-jacente, car son feuillage laisse filtrer les rayons solaires. Il a également un lien étroit avec le merveilleux. Au crépuscule, sa silhouette insolite et incertaine évoque des personnages fantastiques qui, jadis, frappaient l’imagination populaire. Ils étaient considérés comme des arbres magiques.
Le rôle biologique de cette espèce mellifère est grand. Le saule fournit, dès le printemps avec l’aulne et le noisetier, l’un des premiers pollens aux abeilles du rucher installé dans le marais. Ensuite, dans la pharmacopée traditionnelle, certains éléments de l’écorce du saule sont recherchés (acide acétylsalicylique, composant de l’aspirine). Il constitue également un biotope pour de nombreuses larves d’insectes tels que le capricorne par exemple. Car chaque section de branche se creuse sous l’effet de champignons qui « attaquent » le bois. En vieillissant, la tête du saule têtard est donc pleine de cavités où s’accumule la matière organique en décomposition. Un terreau se forme alors grâce aux feuilles, au bois mort et aux fientes, ce qui permet aux graines apportées par le vent et les oiseaux de germer. Enfin, les lichens qui colonisent les vieux troncs sont de bons témoins de la qualité de l’air.

### Rucher didactique
C'est après avoir restauré une fermette et creusé les étangs à Thimougies que Luc Delannay réalisa son projet d'enfance, installer un rucher, projet resté caché dans un tiroir durant 30 ans, manque de disponibilité. 
Dans le courant des deux années de cours d’apiculture, suivis au rucher-école de l’IPES de Tournai, achat des premières ruches et acquisition d'un matériel d’extraction afin de permettre la première récolte en juillet 2003. 
Douze ruches cohabitent maintenant avec les grenouilles dans un rucher couvert. La ruche Dadant date des années 1870.  
Le miel extrait est à dominante saules, pissenlits, fruitiers et érables champêtres, ce qui lui donne sa texture crémeuse, une teinte claire et ce goût semblable à nul autre nectar.